# Убийства в Мрконич-Граде
Убийства в Мрконич-Граде — преступления против военнопленных и гражданских лиц, совершённые в Мрконич-Граде и его окрестностях после занятия города силами хорватской армии и Хорватского совета обороны 10 октября 1995 года.

## История
В сентябре 1995 года вооруженные силы Хорватии продолжили участие в боевых действиях в Боснии и Герцеговине. В Западной Боснии ими были предприняты две крупные наступательные операции против Вооруженных сил Республики Сербской — «Мистраль» и «Южный ход». В данных операциях кроме регулярной хорватской армии участвовали также подразделения Хорватского совета обороны. 10 октября 1995 года ими были заняты Мрконич-Град и окрестные села, после чего, по данным Прокуратуры Боснии и Герцеговины, опирающейся на сообщения прокуратуры Республики Сербской, произошли массовые убийства военнопленных и гражданских сербов. В частности, восемь человек, в том числе один инвалид, были заживо сожжены в одном доме в селе Сурьян.
Хорватскими солдатами были сожжены несколько тысяч домов, квартир и прочих объектов, в частности, была сожжена православная церковь. Большинство предприятий и домов также были разграблены, часть имущества была вывезена в Хорватию или населенные пункты самопровозглашенного государства боснийских хорватов Герцег-Босна. Кроме того, ими были разрушены памятники югославским партизанам из периода Второй мировой войны.
После подписания Дейтонского соглашения контроль над городом и окрестными селами был возвращен Республике Сербской. Вскоре правоохранительные органы РС обнаружили и эксгумировали ряд массовых захоронений убитых в Мрконич-Граде сербов. В самом крупном захоронении было обнаружено 181 тело. Ещё 176 тел были найдены неподалеку от города. Среди погибших сербов были как гражданские лица, так и военнослужащие и сотрудники МВД Республики Сербской. По разным данным, всего в Мрконич-Граде и близлежащих населенных пунктах за время хорватского контроля над городом число гражданских жертв составило от 137 до 181. Среди жертв 46 женщин. 81 погибший был в возрасте старше 65 лет.
МВД Республики Сербской весной 1996 года выдвинуло обвинения против ряда хорватских офицеров, в том числе против генералов Анте Готовины и Дамира Крстичевича. В 2002 году Прокуратура РС передала материалы, связанные с резней в Мрконич-Граде, в Гаагский трибунал. В свою очередь, из Гааги они были направлены в боснийскую Прокуратуру по военным преступлениям. После запросов со стороны Прокуратуры Боснии и Герцеговины хорватское правительство закрыло свои архивы для следователей из БиГ.